# Barbitistes
Barbitistes ist eine Heuschrecken-Gattung aus der Unterfamilie der Sichelschrecken (Phaneropterinae).

## Merkmale
Das Fastigium ist meist kegelförmig und stumpf. Die Länge der Antennen entspricht ungefähr der 1,5- bis 3-fachen Körperlänge. In der Metazona ist das Pronotum sowohl bei Weibchen als auch bei Männchen fast immer leicht erhöht. Die Arten sind micropter. Die Elytra der Männchen sind nur wenig bedeckt, der Weibchen dagegen an der Basis ungefähr um ein Drittel bis ein Viertel. Die Männchen haben lange und meist gewundenen Cerci, die hinter der Subgenitalplatte gekreuzt sind. Die Cerci der Weibchen sind schlank kegelig. In ihrer Mitte ist die Subgenitalplatte der Männchen gekielt bis stark vorspringend, die der Weibchen querdreieckig-verrundet. Der Ovipositor ist ventral gerade und lediglich im Apikaldrittel oder -viertel nach oben gebogen. An seiner Basis ist unter der Lamelle oft ein Längsspalt vorhanden. Die Barbitistes-Arten sind oft bunt gefärbt und es gibt viel dunkle Formen.

## Vorkommen
Die Gattung kommt in Europa und Kleinasien vor.

## Systematik
Die Gattung umfasst folgende 8 Arten:
- Nadelholz-Säbelschrecke (Barbitistes constrictus Brunner-von Wattenwyl, 1878)
- Südfranzösische Säbelschrecke, auch Fischers Säbelschrecke (Barbitistes fischeri (Yersin, 1854))
- Barbitistes kaltenbachi Harz, 1965
- Südalpen-Säbelschrecke (Barbitistes obtusus Targioni-Tozzetti, 1881)
- Dunkle Säbelschrecke (Barbitistes ocskayi Charpentier, 1850)
- Laubholz-Säbelschrecke (Barbitistes serricauda (Fabricius, 1794))
- Barbitistes vicetinus Galvagni & Fontana, 1993
- Graugrüne Säbelschrecke (Barbitistes yersini Brunner-von Wattenwyl, 1878, Syn.: Barbitistes dalmatinus)

## Belege